# Alun Michael

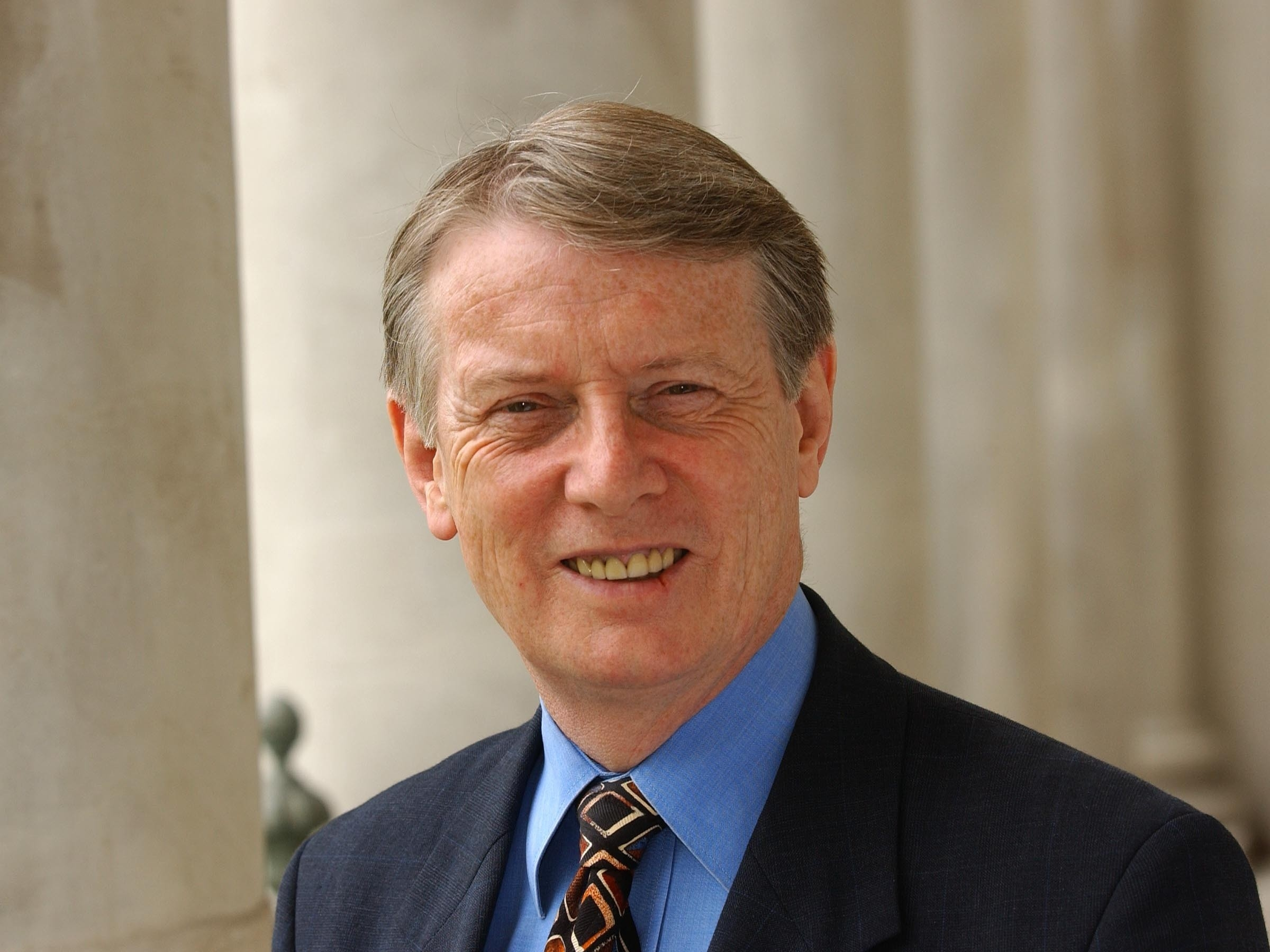
Alun Michael

Alun Michael (* 22. August 1943 in Bryngwran, Anglesey (Ynys Môn), Wales) ist ein walisischer Politiker. Von Mai 1999 bis Februar 2000 war er walisischer First Minister und damit Regierungschef von Wales. Seit November 2012 ist er Police and Crime Commissioner von South Wales.

## Leben
Nach einem Studium an der Keele University war er zwischen 1971 und 1987 als Jugend- und Sozialarbeiter tätig. Michael begann seine politische Laufbahn als Kandidat der Labour Party 1973 mit der Wahl zum Mitglied des Stadtrates (City Councillor) von Cardiff, dem er bis 1989 angehörte. Er ist zugleich Mitglied der Co-operative Party.
Bei den Wahlen 1987 wurde er als Nachfolger des früheren Premierministers James Callaghan erstmals zum Abgeordneten des Unterhauses gewählt und vertritt seitdem dort den Wahlkreis Cardiff South and Penarth. Während dieser Zeit war er zunächst zwischen 1987 und 1988 Parlamentarischer Geschäftsführer Whip der Labour Party im Unterhaus sowie zugleich von 1987 bis 1992 Sprecher der Opposition für Walisische Angelegenheiten. Im Anschluss war er von 1992 bis 1997 Innenpolitischer Sprecher der Labour Party.
Nach dem Wahlsieg der Labour Party bei den Unterhauswahlen 1997 wurde er zunächst Stellvertretender Innenminister (Deputy Home Secretary). Im Oktober 1998 ernannte ihn Premierminister Tony Blair als Nachfolger von Ron Davies im Rahmen einer Regierungsumbildung zum Minister für Wales (Secretary of State for Wales). Dieses Amt hatte er bis zu seiner Ablösung durch Paul Murphy im Juli 1999 inne.
Bei der ersten Wahl zur Nationalversammlung für Wales 1999 (Cynulliad Cenedlaethol Cymru) war Alun Michael Spitzenkandidat der Labour Party und wurde anschließend am 12. Mai 1999 Erster Sekretär (First Secretary) und damit Vorsitzender der Regionalregierung. Zugleich war er Vorsitzender der Walisischen Labour Party. Am 9. Februar 2000 folgte ihm Rhodri Morgan nach seinem Rücktritt in diesen Ämtern. Zwischen Mai 1999 und Februar 2000 war er außerdem Mitglied der Nationalversammlung für den Wahlkreis Mid and West Wales.
2001 erfolgte seine Ernennung zum Staatsminister für Gemeindeangelegenheiten und Lokale Umweltqualität im britischen Ministerium für Umwelt, Ernährung und Gemeindeangelegenheiten (Department for Environment, Food and Rural Affairs, DEFRA). Nach einer Kabinettsumbildung 2005 wurde er Staatsminister für Industrie und Regionen im Ministerium für Handel und Industrie (Department of Trade and Industry, DTI). Im Mai 2006 wurde er im Zuge einer Kabinettsumbildung entlassen.
Im Oktober 2012 legte Michael sein Mandat im britischen Unterhaus nieder, um für den Chefposten (Police and Crime Commissioner) der neugeschaffenen Polizeibehörde von South Wales zu kandidieren. Hier konnte er sich bei der Wahl Mitte November 2012 durchsetzen. Bei der durch Michaels Mandatsverzicht notwendig gewordenen Nachwahl konnte Stephen Doughty am gleichen Tag den Wahlkreis für Labour verteidigen.